# Yuan di controllo
Lo Yuan di controllo è uno dei cinque rami del governo della Repubblica di Cina (Taiwan). Lo YC è un'agenzia investigativa che controlla gli altri rami del governo. Può essere confrontato con la Corte dei conti europea, l'Ufficio governativo di responsabilità degli Stati Uniti d'America, un ombudsman politico o una commissione permanente per l'inchiesta amministrativa.

## Storia

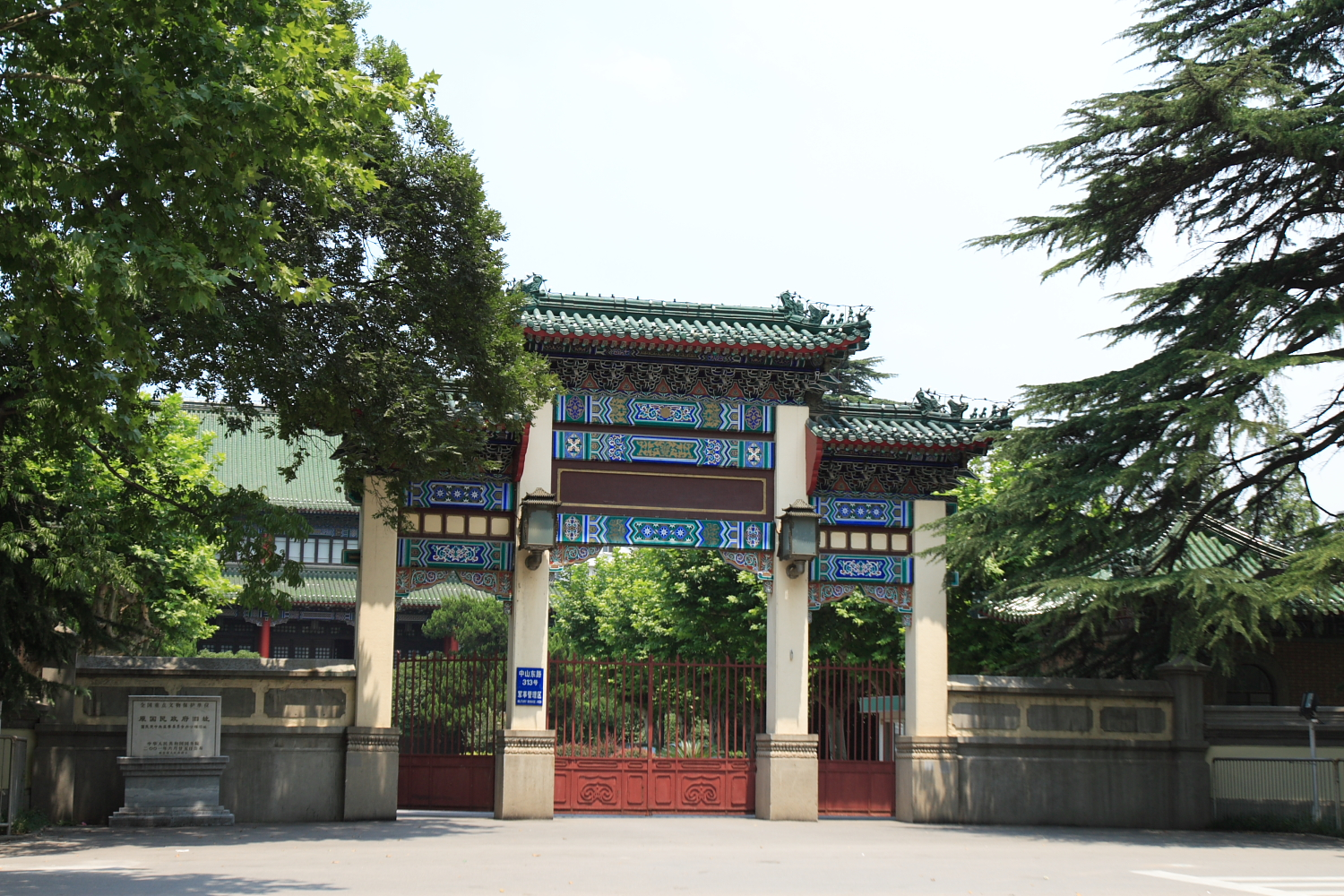
Entrata dell'ex Yuan di controllo di Nanchino

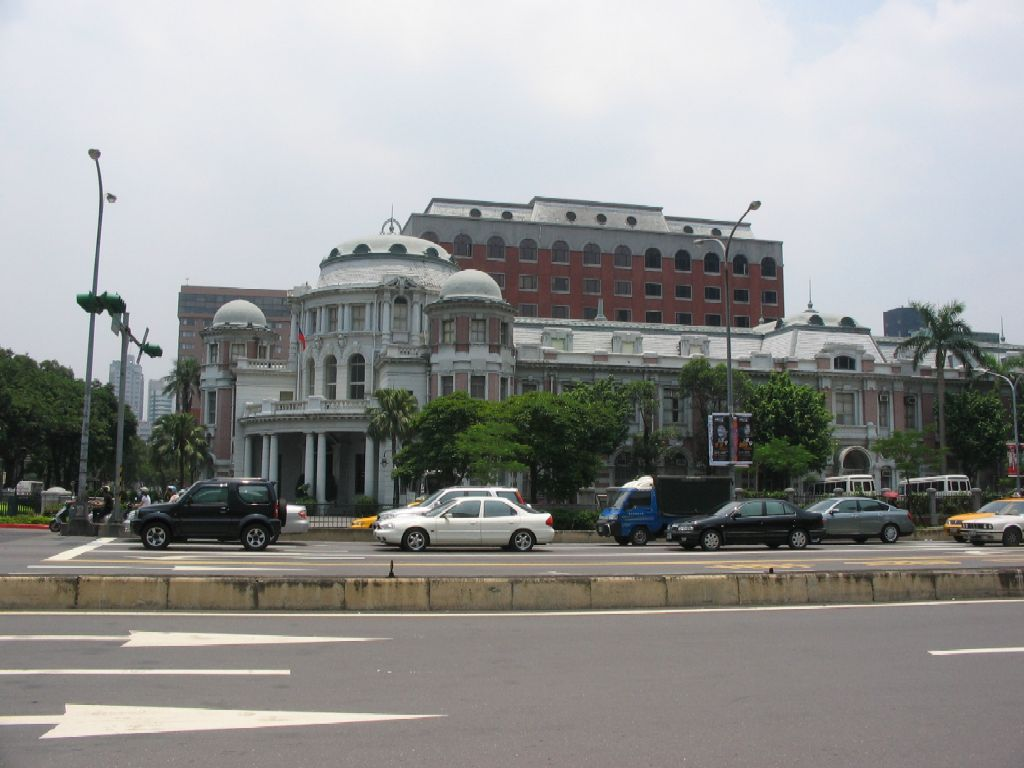
L'edificio dello Yuan di controllo di Taipei

Lo Yuan di controllo è stato istituito nel febbraio del 1931, succedendo al ruolo dello Yuan di revisione. Lo Yuan di revisione è stato successivamente declassato a ministero e incorporato nello Yuan di controllo.

### Cina pre-repubblicana
L'idea dello Yuan di controllo è stata ispirata da una lunga tradizione di vigilanza utilizzata nelle dinastie passate, che vanno dal censore istituito dalle dinastie Qin e Han agli uffici di taiji e jiàn istituiti sotto le dinastie Sui e Tang (tai sono stati selezionati per funzionari e ufficiali militari, mentre jian sono stati selezionati per consigliare l'imperatore sulle questioni di vigilanza) al Consiglio di censore pubblico selezionato sotto le dinastie Ming e Qing. La maggior parte di questi uffici ha anche gestito i rami locali e provinciali per la supervisione dei governi locali.
Sotto la dinastia Qing, il Consiglio di Censori Pubblici era composto da quaranta o cinquanta membri e due presidenti, uno degli antenati di Manchu e l'altro di origini cinesi. In teoria, essi sono stati autorizzati a inviare un censore per partecipare alle riunioni di tutte le amministrazioni pubbliche. I poteri del Consiglio sono stati minimizzati al momento del flusso politico che precedette la fine dell'Impero.

### Cina repubblicana
Come fenomeno repubblicano, l'idea di supervisione e revisione del governo è stata adottata da Sun Yat-sen durante il suo coinvolgimento con il Tongmenghui come parte dei cinque rami proposti del governo repubblicano. Dopo l'istituzione del governo repubblicano provvisorio, i tre rami tradizionali sono stati inizialmente messi in atto. Nel 1928, tuttavia, lo Yuan di controllo e lo Yuan d'esame sono stati istituiti dal governo provvisorio. Un sesto Yuan di revisione è stato istituito nel febbraio 1928, ma nel febbraio del 1931, lo Yuan di revisione è stato ridotto all'attuale Ministero del Controllo e incorporato nello Yuan di controllo.
Il primo Yuan di controllo formale è stato eletto dai consigli di rappresentanza provinciali, comunali, mongoli, tibetani e d'oltremare e fu convocato per la prima volta nel 1948 a seguito dell'adozione della Costituzione del 1947. La maggior parte delle filiali dello Yuan di controllo sono state chiuse dopo il ritiro del KMT a Taiwan dalla madrepatria.

### Taiwan
Nel 1992, il processo di selezione per lo Yuan di controllo è stato riformato con l'emendamento costituzionale, con le elezioni rappresentative del Consiglio sono sostituite da conferme dell'Assemblea Nazionale. Questo è stato ulteriormente riformato nel 2000 con la sostituzione dell'Assemblea Nazionale con lo Yuan legislativo per le elezioni di conferma.
Alla fine del 2004 il presidente Chen Shui-bian ha inviato un elenco di candidati alle posizioni dello Yuan di controllo allo Yuan legislativo per un'approvazione. La coalizione pan-azzurra, che ha poi tenuto una maggioranza nello Yuan legislativo, ha rifiutato di ratificare i candidati del Presidente Chen e ha chiesto di presentare una nuova lista. Il blocco politico che ha portato ha bloccato lo Yuan di controllo dal funzionare dal febbraio 2005 al luglio 2008. Dopo l'elezione del Presidente Ma Ying-jeou della coalizione pan-azzurra, lo Yuan legislativo ha ratificato una nuova lista di membri dello Yuan di controllo e Wang Chien-shien è stato nominato per essere il suo Presidente.

## Poteri e responsabilità
- Accusa
- Censura
- Supervisione
- Revisione
- Indagine dei funzionari
- Ricezione di denunce e petizioni riguardanti i funzionari
- Supervisione degli esami dello Yuan d'esame per i potenziali lavoratori governativi
- Attuazione della legislazione sulla libertà d'informazione (attraverso Taiwan's Sunshine Acts) per transazioni finanziarie e regali che coinvolgono i politici
- Suggerimento di misure correttive per correggere problemi di negligenza o malfunzionamento nello Yuan Esecutivo.
- Protezione dei diritti umani
- Collaborazione internazionale con l'Ombudsman e le istituzioni per i diritti umani, tra cui l'Istituto internazionale per il difensore civico

## Struttura
La struttura dello Yuan di controllo è costituita dal Presidente, dal Vicepresidente, da un Consiglio di 27 membri e dal Ministero dell'interno (noto anche come Ufficio Nazionale di Revisione).

### Consiglio
Il consiglio dello Yuan di controllo, presieduto dal Presidente dello YC, è diviso in una serie di comitati per soddisfare i vari scopi dello Yuan di controllo.

#### Comitati permanenti
I sette comitati permanenti riguardano quanto segue:
- Affari Domestici e Minoranze Etniche
- Affari Stranieri e Oltre lo Stretto Cinesi
- Affari Nazionali di Difesa e di Intelligence
- Finanza e Affari Economici
- Istruzione e Cultura
- Trasporti, Comunicazioni e Affari di Approvvigionamento
- Affari Giudiziari e Amministrazione del Carcere

#### Comitati speciali
Inoltre, i membri dello Yuan di controllo si uniscono a cinque comitati speciali:
- Comitato sugli Studi Legali
- Commissione per la Consultazione
- Comitato di Disciplina per i Membri dello YC
- Comitato per l'Anticorruzione
- Commissione per la Protezione dei Diritti Umani

#### Comitato di ricorso amministrativo
Un Comitato di Appello Amministrativo, gestito sotto l'egida dello Yuan di controllo, ma costituito da entrambi i membri e i non membri dello Yuan di controllo, considera gli appelli amministrativi che non sono appropriati sia per lo YC che per il Ministero dell'interno.

#### Comitati di affari organizzativi
- Comitato di Pianificazione Amministrativa del Bilancio: fornisce suggerimenti per la pianificazione e l'elaborazione del budget annuale dello YC.
- Comitato per gli Affari Internazionali: prevede la collaborazione e la comunicazione con le istituzioni di revisione e di difesa degli altri governi.

Nessun membro dello YC può detenere un altro ufficio pubblico o un'altra professione durante il servizio nel ramo (secondo l'articolo 103 della Costituzione). I membri possono votare in più di tre comitati e possono aderire a comitati aggiuntivi come membri senza diritto di voto. Ogni comitato può avere fino a 14 membri e di solito elegge un coordinatore tra di loro per presiedere le riunioni.

### Ministero del controllo
Il Ministero del Controllo, guidato da un revisore generale nominato dal Presidente della Repubblica e nominato con il consenso del Parlamento, esercita il potere di controllo dello YC. Si compone di cinque dipartimenti:
- Ufficio di Revisione degli Affari Pubblici Generali
- Revisione delle Spese per la Difesa Nazionale
- Ufficio di Revisione degli Affari Pubblici Speciali
- Società di Governo Statale e Reparti di Revisione delle Imprese di Proprietà del Governo
- Controllo del Dipartimento della Finanza (anche incaricato della supervisione dei controlli locali)

Le agenzie subordinate sono in gran parte estensioni locali del Ministero:
- Divisione del Controllo della Municipalità di Taipei
- Divisione del Controllo della Municipalità di Nuova Taipei
- Divisione del Controllo della Municipalità di Taichung
- Divisione del Controllo della Municipalità di Tainan
- Divisione del Controllo della Municipalità di Kaohsiung
- Uffici del Controllo di Varie Città e Contee

## Elenco dei presidenti dello Yuan di controllo

### Ratifica della Costituzione prima del 1947
1. Cai Yuanpei (8 ottobre 1928 - 29 agosto 1929) senza inaugurazione
2. Zhao Daiwen (29 agosto 1929 - 18 novembre 1930) senza inaugurazione
3. Yu Youren (18 novembre 1930 - 9 giugno 1948)

### Ratifica della Costituzione dopo il 1947
1. Yu Youren (9 giugno 1948 - 10 novembre 1964)

- - Li Shih-tsung (10 novembre 1964 - 17 agosto 1965) ad interim

1. Li Shih-tsung (17 agosto 1965 - 15 maggio 1972)
2. Chang Wei-han (15 maggio 1972 - 19 marzo 1973) ad interim
3. Yu Chun-hsien (19 marzo 1973 - 12 marzo 1987)
4. Huang Tzuen-chiou (12 March 1987 - 1 febbraio 1993)
5. Chen Li-an (1 febbraio 1993 - 23 settembre 1995)

- - Cheng Sui-je (23 settembre 1995 - 1 settembre 1996) ad interim

1. Wang Tso-yung (1 settembre 1996 - 1 febbraio 1999)
2. Fredrick Chien Foo (1 febbraio 1999 - 1 febbraio 2005)
3. Vacante (1 febbraio 2005 - 1 agosto 2008)
4. Wang Chien-shien (1 agosto 2008 - 31 luglio 2014)
5. Chang Po-ya (31 luglio 2014 - 31 luglio 2020)
6. Chen Chu (1 agosto 2020 - in carica)